# تقطير ثابت الغليان

تقطير أزيوتروبي في الكيمياء (بالإنجليزية:azeotropic distillation) هي تقنية لفصل مخلوطات أزيوتروبية بواسطة التقطير. وفي الهندسة الكيمائية يعني التقطير الأزيوتروبي تقنية خلط مكون إلى المخلوط، يعمل على خفض نقطة غليان المخلوط أزيوتروبي ويصبح قابلا للفصل . ومثال على ذلك خلط البنزين إلى مخلوط من الماء و الإيثانول. 

وفي الواقع، تمثل طريقة إضافة مادة ترسيب تعمل على فصل أطوار المخلوط أحد تقنيات التقطير الأزيوتروبي أو تعتبر مكملة لها . وعلى وجه العموم فتعتبر طريقة خلط مادة للفصل ثالثة مماثلة لطريقة التقطير الاستخلاصي.

## مثال: تقطير المخلوط ماء/إيثانول
من المخلوطات الأزيوتروبية مخلوط الإيثانول والماء . وعند تطبيق التقطير المعتاد على ذلك المخلوط نحصل على نقاوة بنسبة 96% فقط . وعندما يصل تركيز الإيثانول في الماء 96.4% يكون تركيز البخار أيضا 96.4% ، مما يجعل مداومة التقطير بدون فائدة . ولكن بعض استخدامات الكحول تتطلب أحيانا تركيز أعلى من ذلك (مثلما عند إضافته إلى الجازولين) ، مما يوجب معاملة المخلوط بطريقة تسمح بفصل الماء عنه .

## معامل فصل المواد
بإضافة معامل فصل مواد مثل البنزين إلى مخلوط الإيثانول والماء، يتغير التآثر بين |الجزيئات في المادة ويصبح المخلوط غير أزيوتروبي ( أي تنكسر أزيوتروبيتة ) . ولكن تلك العملية توجب إجراء عملية فصل أخرى لإزالة البنزين . ويسهل إزالة البنزين من الماء عن عملية زيادة نقاوة الإيثانول فوق 4و96 % بواسطة التقطير.
وتتكون مصفاة الجزيئات عادة من سيليكات الألمونيوم أو طفلة أو زجاج مسامي أو الفحم المسامي أو الفحم المنشط أو زيوليت أو من مركبات مصنعة بحيث تحتوي على مسام دقيقة تسمح بنفاذ جزيئات مثا جزيئات النيتروجين والماء .
وتستخدم مصفاة الجزيئات في صناعة تكرير النفط وبصفة خاصة لتنقية الغازات وفي المعامل اكيماوية لفصل المركبات وتجفيف المواد الداخلة في التفاعلات . ويعتبر وجود الزئبق في الغاز الطبيعي ضارا لصحة الإنسان وكذلك يفسد الأنابيب المصنوعة من الألمونيوم وبفد الأجزاء الأحرى المشتركة في عملية تسييل الغاز .
liquefaction apparatus - هلام السيليكا is used in this case.
Methods for regeneration of molecular sieves include pressure change (as in oxygen concentrators), heating and purging with a carrier gas (as when used in ethanol dehydration), or heating under high vacuum.

## اقرأ أيضا
- أزيوتروب
- تقطير جزئي
- تقطير النفط
- تقطير إتلافي
- تقطير جاف
- معادلة فينسك
- طبق نظري